# ヤホリナ山
ヤホリナ山（Jahorina,Јахорина）は、ボスニア・ヘルツェゴビナ南東部にある山で、ボスニア・ヘルツェゴビナを構成するボスニア・ヘルツェゴビナ連邦、スルプスカ共和国の2つの構成体にまたがっている。サラエヴォの南東部に位置し、ビイェラシュニツァ山と接している。ヤホリナ山は標高1,913mで、サラエヴォ周辺の山の中では中規模の高さの山である。
サラエヴォ周辺の他の山と同様にヤホリナ山もウィンタースポーツの目的地として有名である。今日ではヤホリナ山はスキー以外にもハイキングやそりの目的地としてポピュラーで、40kmの整備されたスキーコースが立地する。

## サラエボオリンピック
1984年に開催された、サラエボオリンピックでは女子アルペン競技の会場であった 。